# عمري شارون
عمري شارون هو سياسي إسرائيلي ونجل القاتل   أرئيل شارون، ولد في 19 أغسطس 1964 في إسرائيل. نشط حزبياً في ليكود. وقد انتخب عضو الكنيست ‏ (17 فبراير 2003 – 5 يناير 2006) .